# Orbán Lajos (fényképész)
Orbán Lajos (Kolozsvár, 1897. június 28. – Kolozsvár, 1972. február 16.) amatőr fényképész, a két világháború közötti Kolozsvár legrangosabb fotográfusa, Orbán László vívó apja.

## Életpályája
Már gyermekkorában érdekelte a fényképezés, tízévesen már fényképezett. Szeretett festeni, zongorázni. Német nyelvű lapokból tájékozódott a fényképezés újdonságairól. 18 évesen önként jelentkezett katonai szolgálatra. A Tátrában vett részt kiképzésen, és közben fényképezte a tájat. Az ukrán fronton megerőltette magát, és szívbántalmakkal kórházba került. Itt érte a háború vége.
Az impériumváltozás miatt apja elveszti anyakönyvvezetői állást, Így, Orbán Lajos feladva elképzelését, hogy kémiatanár legyen, állást vállalt a kolozsvári bőrgyárban. Öccsével egy budapesti kiránduláson vett részt, ahol megismerkedett a szintén kolozsvári Spáda-lányokkal, Spáda János építészmester lányaival. Az ismeretségből házasság lett, a két Orbán-fiú elvette a két Spáda-lányt. Lajosnak két gyermeke született, Éva és László, öccsének, Bélának a fia Orbán Béla matematikus.     
Orbán Lajos 1935 körül feladta a bőrgyári állását, és a Kováts P. Fiai főtéri fotószaküzletben helyezkedett el. Sokoldalú ember volt, a fényképezés mellett foglalkozott bélyeggyűjtéssel, kísérletezett vegyszerekkel, színes fényhatásokkal. Előadásokat tartott a piarista gimnáziumban a fényképezésről. Több fényképével külföldön is díjakat nyert.
1936-ban családostul szeretett volna Svájcba költözni, ahol bélyeggyűjtő barátjától kapott volna lakást, de ehhez el kellett volna adni a családi ingatlanok egy részét, és ebbe a család nem egyezett bele, nem sejtvén, hogy alig egy évtized múlva az egészet államosítják. A második bécsi döntés után ismét állást vállalt a bőrgyár beszerzési osztályán. Amikor 1944 őszén a szovjet-román csapatok elfoglalták Kolozsvárt, Erzsébet úti lakásukat lefoglalták katonai kórháznak, nekik el kellett költözniük egy főtéri ház harmadik emeleti lakásába. Néhány hét múlva visszaköltözhettek, de könyveiket kidobálták, Orbán Lajos értékes bélyeggyűjteményét, valamint hét fényképezőgépét elvitték. Bőrgyári állása megmaradt, kinevezték a beszerzési osztály igazgatójának. De az osztályon belüli viszály, szívbetegsége, valamint a politikai nyomás (be kellett lépnie a munkáspártba) arra kényszerítették, hogy korai nyugdíjazását kérje. Kevés nyugdíja miatt lassan eladogatták a nélkülözhető vagyontárgyaikat. Ezek közül leginkább a zongorát sajnálta. Cikkeket írt a helyi újságba, az Igazságba, főleg német újságok szakcikkei alapján. Ekkor már nem fényképezett, de élete végéig kísérletezett különféle fényképkészítési technikákkal, főleg alapszínváltozatokkal. 75. évében halt meg, egy évvel túlélve feleségét.

## Munkássága
„A fotók túlmutatnak a város képeslaparcain: a dinamikus kompozíciók és a különböző fényhatások poétikája iránt érdeklődő fotóst – noha ő amatőr fotósnak nevezte magát – méltán nevezhetjük a kor fotóművészének”
 
Blos-Jáni Melinda (Látható Kolozsvár. Orbán Lajos fotói a két világháború közötti városról, 2018)
Orbán Lajos a két világháború közötti Kolozsvár hiteles krónikása fényképei által. Fia, Orbán László jóvoltából több száz üvegnegatívja maradt meg, ezeket a Sapientia Erdélyi Magyar Tudományegyetem keretében működő Erdélyi Audiovizuális Egyesület őrzi. A képekből 2016-ban kiállítást rendeztek, 2018-ban albumot adtak ki.